# DR-Baureihe 45
Die Lokomotiven der Baureihe 45 waren Einheits-Güterzuglokomotiven der Deutschen Reichsbahn.
Die Fahrzeuge der Baureihe 45 waren die stärksten Dampflokomotiven, die in Deutschland zum Einsatz im Betriebsdienst kamen. Die Prototypen wurden 1936 und 1937 durch Henschel gebaut. Nach den ersten beiden Maschinen wurden ab 1940 weitere 26 Exemplare ausgeliefert. Der dritte Auftrag über weitere 103 Maschinen wurde 1941 wieder storniert, da nach Ausbruch des Zweiten Weltkriegs der Bau der einfacheren Kriegslokomotiven favorisiert wurde.
Die Firma Krupp lieferte in den Jahren 1935/36 zehn bauartähnliche 1’E1’-Maschinen nach China, die 1949 bei den Chinesischen Staatsbahnen die Baureihenbezeichnung ST2 erhielten.

## Geschichte
Ursprünglich waren diese schweren Güterzuglokomotiven für die Beschleunigung des Güterzugverkehrs auf Hauptstrecken gedacht. Sie sollte die G 12 ersetzen und die Baureihe 44 nach oben ergänzen. Sie hatten deshalb, wie die Baureihe 41, einen größeren Treib- und Kuppelraddurchmesser von 1.600 Millimetern als die anderen Einheits-Güterzuglokomotiven mit 1.400 Millimetern. Ihre zulässige Höchstgeschwindigkeit lag deshalb statt bei 80 km/h bei 90 km/h.
Weitere Anforderungen waren, dass 1.200 Tonnen in der Ebene noch mit 80 km/h und 1.000 Tonnen auf fünf Promille Steigungen noch mit 60 km/h bewegt werden sollten. Zudem sollten Kurven mit Radien ab 140 Metern noch befahrbar sein und Weichen 1:7 zwanglos durchfahren werden können. Dank des vorderen Krauss-Helmholtz-Lenkgestells war der feste Achsstand kleiner als bei der parallel zu ihr entwickelten Baureihe 06, so dass Weichenstraßen und Gleisbögen besser durchfahren werden konnten.
Die Firmen Henschel, Krupp und Schwartzkopff reichten Entwürfe ein, welche eine 1’E1’h3-Maschine mit 20 bar Kesseldruck und dem Standardtender 2’2’ T 32 enthielten. Zusätzlich boten Henschel und Krupp eine h4v-Variante mit 25 bar Kesseldruck und Schwartzkopff eine 1’E1’h3-Kohlenstaublokomotive an. Die Kohlenstaublok wurde abgelehnt, da eine solche Maschine nicht freizügig eingesetzt werden konnte.
Ausgewählt wurde die Dreizylinder-Maschine von Henschel mit 20 bar Kesseldruck. Als Tender kam der 2’3 T 38 zum Einsatz. Baugleich mit der Baureihe 06 waren der Kessel und der Aufbau der Dampfmaschine. Die Außenzylinder der Baureihe 45 wurden nach demselben Modell gegossen wie die der Baureihen 06 und 41.
Die beiden Musterlokomotiven lieferte Henschel im November 1936 und im Juni 1937 mit den Fabriknummern 22 805 und 22 806 ab. Die geplante Serie von 130 Maschinen wurde jedoch zurückgestellt. Weitere 26 Serienmaschinen wurden erst 1940 (45 003 – 45 005) und 1941 (45 006 – 45 028) geliefert. Der Grund war der für den Einsatz der Loks zwingend erforderliche, jedoch nur schleppend erfolgte Ausbau der Hauptstrecken auf 20 Tonnen Achsfahrmasse und der Kriegsbeginn, durch den hochwertiger Zugverkehr zugunsten der Massenproduktion von Kriegsloks aufgegeben werden musste.
In der LVA Grunewald wurde die Lok 45 001 als letzte 20-bar-Lok untersucht. Nach dem Scheitern der Versuche mit 25-bar-Kesseln, für die in Deutschland kein haltbarer Stahl produziert werden konnte, wurde auf die aus dem Stahl St 47 K gebauten Kessel gesetzt, deren Stahlsorte sich später als nicht alterungsfest erweisen sollte. Jedoch konnte keiner der aus diesem Stahl gebauten Kessel eine Dampfproduktion von 57 kg/m2 dauerhaft erreichen. Dies schafften die billigeren 16-bar-Kessel annähernd. Die maximale Zughakenleistung der Baureihe 45 überstieg die der Baureihe 44 um 580 PSe (= 25,3 %). Der Dampfverbrauch der Maschine lag zwischen 5,6 kg/PSih und 6,0 kg/PSih. Die Baureihe 45 war somit nicht nur die schnellste, sondern auch die mit Abstand stärkste deutsche Güterzuglok.
Die Lokomotiven waren zuerst im Bw Mannheim (45 001 und 45 002), alle anderen im Bw Würzburg beheimatet, wohin später die Prototypen ebenfalls umbeheimatet wurden. Die Loks wurden im schweren Eilgüterzugdienst und im Schnellzugdienst eingesetzt. Sie waren mit 90 km/h Höchstgeschwindigkeit im fränkischen Hügelland und wegen ihrer Laufruhe auf Grund ihres Dreizylindertriebwerks dazu in der Lage, die Baureihe 01 zu vertreten. Genau wie bei der Baureihe 06 gab es bei der Baureihe 45 recht schnell Probleme mit dem überdimensionierten Kessel. Seine 7500 Millimeter Rohrlänge führte zu vielen Schäden. 1942 musste der Kesseldruck auf 16 bar reduziert werden. Da der Lokausschuss sich gegen eine mechanische Hilfe (Stoker) zur Beschickung der mit 5,04 Quadratmeter größten Rostfläche aller deutschen Loks entschied, musste die Lok permanent mit zwei Heizern besetzt werden.
Die Außentriebwerke wirkten auf die dritte und das Innentriebwerk auf die zweite Kuppelachse. Die Schleppachse war in einem Bisselgestell gelagert. Eine Neuheit war die umstellbare Achsfahrmasse. Durch umsteckbare Bolzen an den Ausgleichshebeln konnten die Ausgleichshebel unterschiedlich belastet werden, so dass die Kuppelräder 18,6 t oder 19,9 t auf die Schiene brachten.
Im Mai 1945 waren nur noch drei Loks einsatzfähig. Der Rest stand mit schadhaften Kesseln und mit Kriegsschäden in den westlichen Besatzungszonen und gehörte ab 1949 zum Bestand der Deutschen Bundesbahn (DB). Nur die 45 024 befand sich mit Kriegsschäden auf dem Gebiet der Sowjetischen Besatzungszone und verblieb bei der Deutschen Reichsbahn.

### Deutsche Bundesbahn

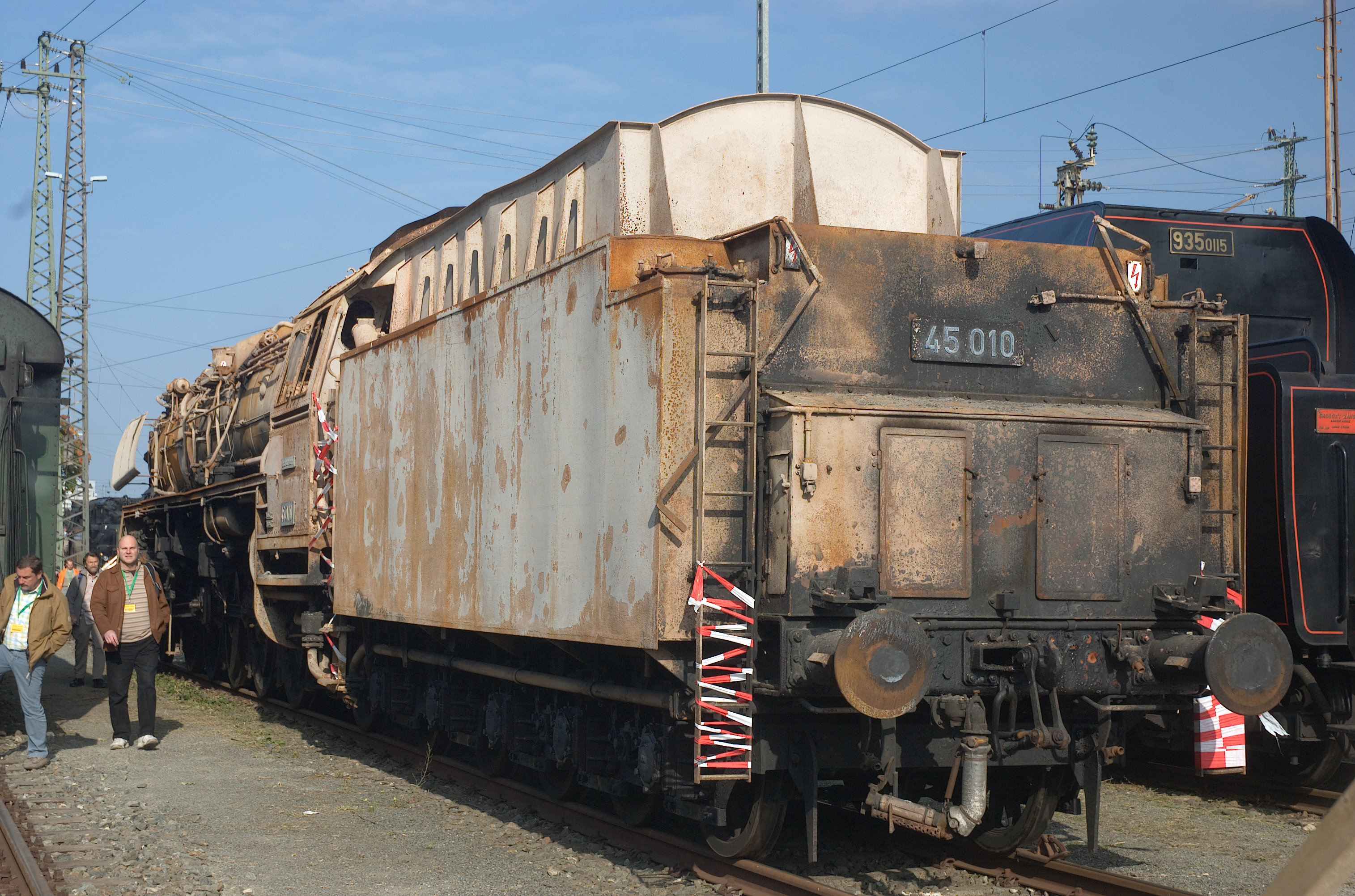
Zustand der 45 010 nach dem Brand

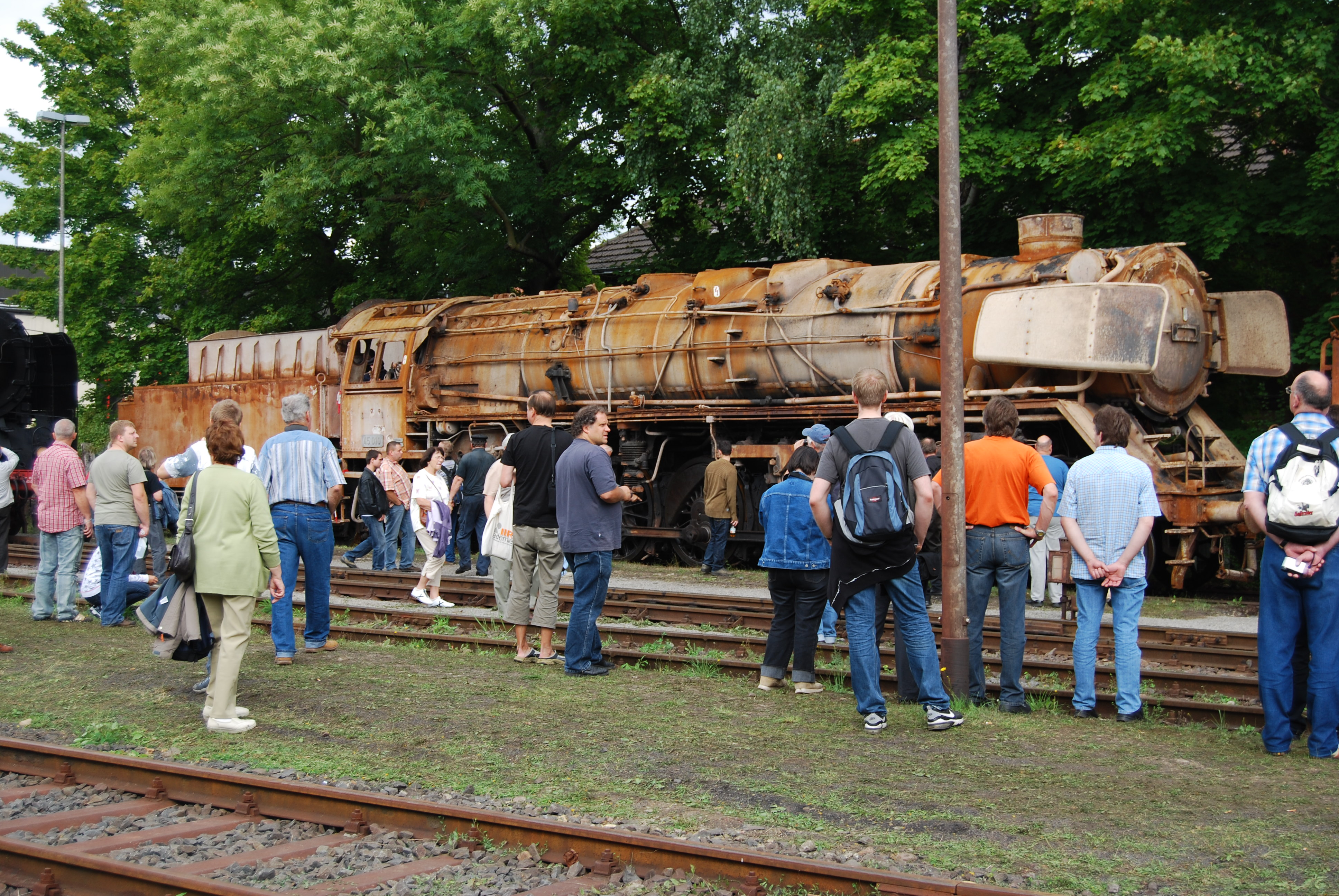
45 010 in Meiningen, September 2008

Nach dem Krieg zeigten sich recht bald Kesselschäden, die eine Herabsetzung des Kesselüberdrucks auf 16 bar notwendig machten. Ab 1950 wurden deshalb mehrere Maschinen der Deutschen Bundesbahn mit einem Stehkessel mit Verbrennungskammer und einem mechanischen Rostbeschicker ausgestattet. Die Fahrzeuge mit den Betriebsnummer 45 010, 45 016, 45 019, 45 021 und 45 023 wurden neu mit geschweißten Kesseln und Stoker-Einrichtungen versehen. Fünf weitere Lokomotiven (45 008, 009, 012, 014 und 022) erhielten lediglich einen neuen Stehkessel. Alle umgebauten Lokomotiven erhielten auch eine Riggenbach-Gegendruckbremse. 1954/1955 wurden die Lokomotiven abgestellt. Schon ab 1949 kamen einige nicht umgebaute Lokomotiven (45 003, 004, 011, 020) als Bremslokomotive bei den Versuchsämtern in München und Minden zum Einsatz. Sie wurden bis 1958 durch umgebaute Lokomotiven ersetzt. 1968 besaß die Deutsche Bundesbahn noch drei Exemplare, die als Brems- und Versuchsloks beim Bundesbahnzentralamt in München (45 023) und Minden (45 010, 45 019) eingesetzt wurden. Als letzte wurde die 45 010 1969 ausgemustert.
Die Baureihe 45 galt zunächst, ähnlich der Baureihe 06, wegen des anfälligen Kessels als Fehlkonstruktion. Durch die Neubekesselung samt mechanischer Rostbeschickung (Stoker) wurden die wahren Qualitäten der Lokomotiven sichtbar. Die 45 010 und 45 019 wurden in ihren letzten Jahren neben dem Dienst als Bremslokomotive für das Bundesbahnzentralamt immer wieder in schweren Güterzugdiensten eingesetzt, mit denen Loks der Baureihe 44 Probleme hatten. Die Stoker waren zu diesem Zeitpunkt schon wieder ausgebaut. Die Fahrzeuge waren mit Schlepptendern der Bauart 2’3 T 38 ausgestattet. Diejenigen mit Stoker-Einrichtungen hatten Schlepptender der Bauart 2’3 T 29 Stoker.

### DR H 45 024

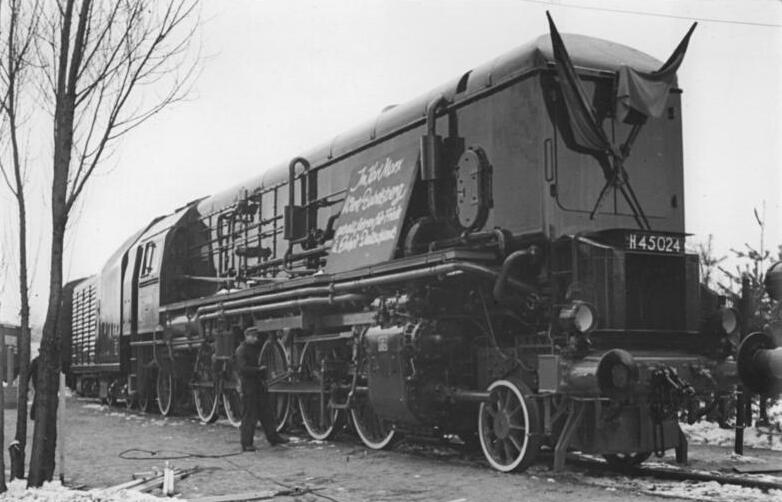
H 45 024

Immer wieder wurde versucht, die Wirtschaftlichkeit hoher Dampftemperaturen und -drücke im Dampflokomotivbau besser auszunutzen. Ende der vierziger Jahre wurde bei der Deutschen Reichsbahn (DR) in der DDR die Idee entwickelt, hierfür einen La-Mont-Kessel zu erproben und mit einer Versuchslokomotive entsprechende Tests durchzuführen. Dazu verwendete man die einzige bei der DR verbliebenen Lokomotive der Baureihe 45.
1950 entwickelte das LOWA-Konstruktionsbüro mit dem VEB Dampfkesselbau Meerane und dem Lokomotivbau Karl Marx Babelsberg aus der Lokomotive 45 024 die H 45 024, eine Lokomotive mit Zwangsumlaufkessel, Kondensationstender und Braunkohlenstaub-Feuerung. Der La-Mont-Kessel bestand aus einer u-förmigen Wanne und wies statt der Feuerbüchse einen Brennraum mit Rohrbündeln des Verdampfers und statt eines Langkessels ein Verdampferrohrbündel auf. Die Rauchkammer hatte eine Saugzuganlage mit Gebläse und Antriebsturbine. Diese ungewöhnliche Konstruktion gab der Lokomotive ihr charakteristisches Aussehen.
Vorausberechnet wurden eine Leistung von 2900 PS und eine Höchstgeschwindigkeit von 74 km/h sowie bis zu 24 % Brennstoffeinsparung. Die ersten Fahrversuche verliefen wenig erfolgversprechend. Die Fahrt von Seddin nach Drewitz musste nach vier Kilometern abgebrochen werden, da der Kondenswasservorrat aufgebraucht war. Auf der zweiten Fahrt von Seddin nach Babelsberg erreichte die Dampftemperatur 600 °C, die Überhitzerrohre waren rotglühend und verbogen sich bereits. Diese Fahrt wurde wenige Kilometer vor dem Ziel abgebrochen. Die sich abzeichnende Umstellung auf Diesel- und Elektrolokomotiven war letztlich der Grund, warum die trotz allem hoffnungsvollen Versuche nicht weiterverfolgt wurden.
Die umgebaute Lokomotive H 45 024 wurde 1959 ausgemustert. Teile dieser Maschine wie Außenzylinder, Schleppradsatz und hinteres Rahmenteil wurden beim Bau der 18 201 verwendet. Den fünfachsigen Tender 2’3 T 38,5 erhielt die 1964 rekonstruierte 19 015.

## Verbleib
Von den insgesamt 28 gebauten Lokomotiven dieser Baureihe blieb nur die 45 010 erhalten und kam nach ihrer Ausmusterung in den Bestand des Verkehrsmuseums Nürnberg. Am Abend des 17. Oktober 2005 wurde sie bei einem Großbrand im Lokschuppen des Verkehrsmuseums stark beschädigt. 2012 wurde die Lokomotive im Dampflokwerk Meiningen wieder optisch und rollfähig als museales Ausstellungsfahrzeug aufgearbeitet. Seit April 2012 war sie im neu gestalteten Freigelände des Verkehrsmuseums Nürnberg zu sehen. Nach einem zwischenzeitlichen Abstellen im Außenstandort Lichtenfels ist die DB-Museumslok nun im nicht öffentlich zugänglichen Ringlokschuppen des Rbf Nürnberg eingelagert.